# Karl Lieblich
Karl Lieblich (né le 1er août 1895 à Stuttgart, mort le 1er mars 1984 dans la même ville) est un écrivain allemand.

## Biographie
À côté de son travail d'avocat, Lieblich écrit des critiques de théâtre, des nouvelles et des pièces. Inspiré par un procès dans lequel Samuel Schwarzbart est accusé, en tant que principal responsable des pogroms contre les Juifs en Ukraine après la Première Guerre mondiale, d'avoir fait fusiller Simon Petljura, Lieblich écrit Rausch und Finsternis en 1927. En 1931 et 1932, il publie deux livres qui font sensation : Wir jungen Juden. Drei Untersuchungen zur jüdischen Frage, dans lequel il répond à la montée de l'antisémitisme par l'idée d'une "nation interterritoriale" culturelle et souveraine des Juifs, et Was geschieht mit den Juden? Öffentliche Frage an Adolf Hitler. Ils plaident pour un judaïsme libéral. Les deux livres sont interdits et brûlés. En 1933, Lieblich reçoit l'interdiction d'écrire et l'année suivante et de profession.
En 1937, il apprend l'imprimerie à Bâle puis émigre à New York et de là, obtient un visa tourisme pour le Brésil. Il fait venir ici des machines d'Allemagne. Sa femme Olga et tous leurs enfants - à l'exception de celui qui est allé en Suisse - viennent en 1938. À São Paulo, où la famille s'installe, il crée une imprimerie. Quelques années plus tard, il vend l'imprimerie et fonde une entreprise d'import-export. Il continue d'écrire des poèmes et des nouvelles, sans avoir la perspective de les publier. Les récits et les nouvelles, pour la plupart écrits à la première personne, font figure de chroniques de ses expériences ou racontent ses histoires d'amour dans un style romanesque.
Malgré sa souffrance de l'exil et des difficultés d'intégration, comme la maîtrise du portugais, Karl Lieblich revient en Allemagne, à Stuttgart, qu'à partir de 1958, après plusieurs voyages dès 1948.

## Œuvre
- Das Wiedersehn Tübingen 1918
- Die Pest in Stuttgart Tübingen 1920
- Die Traumfahrer. Zwei Erzählungen. Iéna (Eugen Dietrichs) 1923
- Die Welt erbraust Iéna 1924
- Das proletarische Brautpaar. Ein Volkslied in Prosa. Iéna (Eugen Diederichs) 1926
- Wir jungen Juden. Drei Untersuchungen zur jüdischen Frage 1931
- Was geschieht mit den Juden? Öffentliche Frage an Adolf Hitler. Zonen-Verlag, Stuttgart 1932
- Die Geheimnisse des Maimonides. Mayence (Gabriel Fernandes Verlag) 1982
- Rausch und Finsternis (Gardez!) 2006

## Source de la traduction
- (de) Cet article est partiellement ou en totalité issu de l’article de Wikipédia en allemand intitulé « Karl Lieblich » (voir la liste des auteurs).